# Leichtathletik-Weltmeisterschaften 1997
| Medaillenspiegel (Endstand nach 44 Entscheidungen) | Medaillenspiegel (Endstand nach 44 Entscheidungen) | Medaillenspiegel (Endstand nach 44 Entscheidungen) | Medaillenspiegel (Endstand nach 44 Entscheidungen) | Medaillenspiegel (Endstand nach 44 Entscheidungen) | Medaillenspiegel (Endstand nach 44 Entscheidungen) |
| Platz                                              | Land                                               | G                                                  | S                                                  | B                                                  | Gesamt                                             |
| -------------------------------------------------- | -------------------------------------------------- | -------------------------------------------------- | -------------------------------------------------- | -------------------------------------------------- | -------------------------------------------------- |
| 1                                                  | USA                                                | 6                                                  | 3                                                  | 8                                                  | 17                                                 |
| 2                                                  | Deutschland                                        | 5                                                  | 1                                                  | 4                                                  | 10                                                 |
| 3                                                  | Kuba                                               | 4                                                  | 1                                                  | 1                                                  | 6                                                  |
| 4                                                  | Kenia                                              | 3                                                  | 2                                                  | 2                                                  | 7                                                  |
| 5                                                  | Ukraine                                            | 2                                                  | 3                                                  | 2                                                  | 7                                                  |
| 6                                                  | Marokko                                            | 2                                                  | 1                                                  | 1                                                  | 4                                                  |
| 7                                                  | Norwegen                                           | 2                                                  | –                                                  | –                                                  | 2                                                  |
| 7                                                  | Tschechien                                         | 2                                                  | –                                                  | –                                                  | 2                                                  |
| 9                                                  | Russland                                           | 1                                                  | 4                                                  | 3                                                  | 8                                                  |
| 10                                                 | Großbritannien                                     | 1                                                  | 4                                                  | 1                                                  | 6                                                  |
| Vollständiger Medaillenspiegel                     |                                                    |                                                    |                                                    |                                                    |                                                    |

Die 6. Leichtathletik-Weltmeisterschaften fanden vom 1. bis 10. August 1997 in der griechischen Hauptstadt Athen statt. Die Wettkämpfe wurden im Olympiastadion ausgetragen. Es nahmen 2266 Athleten aus 200 Ländern teil.

## Wettbewerbe
Es gab diesmal keine Änderungen im für den Medaillenspiegel zählenden Wettbewerbsangebot, auch nicht für die Frauen, bei denen noch ein paar Disziplinen im WM-Programm fehlten. Erweiterungen in diesem Sinne wurden allerdings bei den kommenden Austragungen sukzessive fortgesetzt.
Für den Marathonlauf gab es für Männer und Frauen allerdings nun auch eine Teamwertung, bezeichnet als Marathoncup. Diese Wertung ging jedoch nicht in die Medaillenwertung ein. Hier waren fünf Läufer je Nation teilnahmeberechtigt, die jeweils besten drei kamen in die Wertung.
Für die Frauen gab es noch folgende Defizite im Vergleich zu den Männer-Wettbewerben.
- Bereich Lauf:
  - Es fehlte noch der 3000-Meter-Hindernislauf, der erst 2005 ins Frauen-WM-Programm aufgenommen wurde.
- Bereich Gehen:
  - Anstelle des 20-km-Gehens wurde der Wettbewerb über die Distanz von zehn Kilometern ausgetragen. 1999 wurde die Streckenlänge auf die bei den Männern schon lange üblichen 20 Kilometer angehoben.
  - Es fehlte das 50-km-Gehen, das 2017 ins Frauen-WM-Programm kam.
- Im Bereich Sprung fehlte im Frauenprogramm weiterhin eine Disziplin:
  - Stabhochsprung – ab 1999 im Frauen-WM-Programm
- Im Bereich Stoß/Wurf fehlte ebenfalls eine Disziplin:
  - Hammerwurf – ab 1999 im Frauen-WM-Programm

## Neue Regel für Titelverteidiger
Erstmals bei Leichtathletik-Weltmeisterschaften kam eine neue Regel für Titelverteidiger zur Anwendung: ihnen wurde ein persönliches Startrecht eingeräumt. Das hatte zur Folge, dass aus dem Verband des jeweiligen Titelverteidigers in der betreffenden Disziplin über die Begrenzung auf drei Starter hinaus vier Teilnehmer startberechtigt sein konnten.

## Sportliche Leistungen
Auch die sechste Austragung der Leichtathletik-Weltmeisterschaften war von einem hohen Leistungsniveau geprägt.
- Es gab fünfzehn neue Weltjahresbestleistungen:
  - 100 Meter Männer – Ato Boldon (Trinidad und Tobago): 9,87 s (Viertelfinale)
  - 100 Meter Männer – Maurice Greene (USA): 9,86 s (Finale)
  - 110 Meter Hürden Männer – Allen Johnson (USA): 12,93 s
  - 400 Meter Hürden Männer – Stéphane Diagana (Frankreich): 47,70 s (Finale)
  - 4 × 100 m Männer – Nigeria (Osmond Ezinwa, Olapade Adeniken, Francis Obikwelu, Davidson Ezinwa): 37,95 s (Finale)
  - 4 × 100 m Männer – Kanada (Robert Esmie, Glenroy Gilbert, Bruny Surin, Donovan Bailey): 37,86 s (Finale)
  - Hochsprung Männer – Javier Sotomayor (Kuba): 2,37 m (Finale)
  - Dreisprung Männer – Yoelbi Quesada (Kuba): 17,85 m (Finale)
  - 100 Meter Frauen – Marion Jones (USA): 10,83 s (Finale)
  - 4 × 400 m Frauen – Deutschland (Anke Feller, Uta Rohländer, Anja Rücker, Grit Breuer): 3:20,92 min (Finale)
  - 10-km-Gehen Frauen – Annarita Sidoti (Italien): 42:55,49 min (Finale)
  - Weitsprung Frauen – Chioma Ajunwa (Nigeria): 7,01 m (Qualifikation)
  - Weitsprung Frauen – Ljudmila Galkina (Russland): 7,05 m (Finale)
  - Dreisprung Frauen – Šárka Kašpárková (Tschechien): 15,20 m (Finale)
- Es wurden vierzehn Kontinentalrekorde in zehn Disziplinen neu aufgestellt oder egalisiert:
  - 4 × 100 m Männer – Brasilien (Vicente de Lima, Claudinei da Silva, Robson da Silva, Édson Ribeiro): Südamerikarekord in 38,28 s (Vorlauf)
  - 4 × 100 m Männer – Brasilien (Vicente de Lima, Claudinei da Silva, Robson da Silva, Édson Ribeiro): Südamerikarekord in 38,17 s (Halbfinale)
  - 4 × 100 m Männer – Japan (Satoru Inoue, Kōji Itō, Hiroyasu Tsuchie, Nobuharu Asahara): Asienrekord in 38,44 s (Vorlauf)
  - 4 × 100 m Männer – Japan (Satoru Inoue, Kōji Itō, Hiroyasu Tsuchie, Nobuharu Asahara): Asienrekord in 38,31 s (Halbfinale)
  - Speerwurf Männer – Marius Corbett (Südafrika): Afrikarekord mit 88,40 m (Finale)
  - Zehnkampf Männer – Ramil Ganijew (Usbekistan): Asienrekord mit 8445 P
  - 200 Meter Frauen – Susanthika Jayasinghe (Sri Lanka): Asienrekord in 22,44 s (Vorlauf)
  - 200 Meter Frauen – Li Xuemei (Volksrepublik China): Asienrekord in 22,44 s egalisiert (Vorlauf)
  - 200 Meter Frauen – Susanthika Jayasinghe (Sri Lanka): Asienrekord in 22,30 s (Halbfinale)
  - 400 Meter Hürden Frauen – Nezha Bidouane (Marokko): Afrikarekord in 53,48 s (Halbfinale)
  - 400 Meter Hürden Frauen – Nezha Bidouane (Marokko): Afrikarekord in 52,97 s (Finale)
  - 4 × 100 m Frauen – Volksrepublik China (Pei Fang, Yan Jiankui, Liu Xiaomei, Li Xuemei): Asienrekord in 42,42 s (Vorlauf)
  - Hochsprung Frauen – Solange Witteveen (Argentinien): Südamerikarekord mit 1,92 m egalisiert (Qualifikation)
- Außerdem waren 78 Landesrekorde und eine Landesbestleistung in 30 Disziplinen zu verzeichnen:
  - 100 Meter Männer
    - Angelos Pavlakakis (Griechenland): 10,11 s (Vorlauf)
    - Mohamed Amir (Republik Moldau): 11,18 s (Rekord eingestellt, Vorlauf)
    - Sergejs Inšakovs (Lettland): 10,28 s (Vorlauf)

  - 200 Meter Männer
    - Antoine Boussombo (Gabun): 20,79 s (Vorlauf)
    - Gary Ryan (Irland): 20,69 s (Vorlauf)
    - Hadhari Djaffar (Komoren): 21,59 s (Vorlauf)

  - 400 Meter Männer
    - Benjamin Youla (Republik Kongo): 46,62 s (Vorlauf)
    - Sugath Thilakaratne (Sri Lanka): 45,58 s (Vorlauf)
    - Robert Maćkowiak (Polen): 45,26 s (Viertelfinale)
    - Benjamin Youla (Republik Kongo): 46,29 s (Viertelfinale)
    - Davis Kamoga (Uganda): 44,37 s (Finale)

  - 800 Meter Männer
    - Alexis Sharangabo (Ruanda): 3:44,95 min (Vorlauf)

  - 1500 Meter Männer
    - Ali Mabrouk El Zaidi (Libyen): 1:50,66 min (Vorlauf)

  - 5000 Meter Männer
    - Ali Khazaal (Libanon): 13:58,26 min (Vorlauf)

  - 10.000 Meter Männer
    - Agustín Morán (Panama): 30:12,32 min (Vorlauf)

  - 110 Meter Hürden Männer
    - Jovesa Naivalu (Fidschi): 13,82 s (Vorlauf)
    - Artur Kohutek (Polen): 13,27 s (Viertelfinale)

  - 400 Meter Hürden Männer
    - Lukas Soucek (Tschechien): 49,08 s – egalisiert (Vorlauf)
    - Jiří Mužík (Tschechien): 48,56 s (Vorlauf)
    - Jiří Mužík (Tschechien): 48,27 s (Halbfinale)
    - Mubarak al-Nubi (Katar): 48,84 s (Halbfinale)
    - Paweł Januszewski (Polen): 48,94 s (Halbfinale)
    - Fabrizio Mori (Italien): 48,17 s (Halbfinale)
    - Dusán Kovács (Ungarn): 48,45 s (Halbfinale)
    - Llewellyn Herbert (Südafrika): 47,86 s (Finale)
    - Fabrizio Mori (Italien): 48,05 s (Finale)

  - 3000 Meter Hindernis Männer
    - Jim Svenøy (Norwegen): 8:14,80 min (Finale)

  - 4 × 100 m Männer
    - Ghana (Abu Dua, Eric Nkansah, Aziz Zakari, Emmanuel Tuffour): 38,41 min (Vorlauf)
    - Ghana (Abu Dua, Eric Nkansah, Aziz Zakari, Emmanuel Tuffour): 38,12 min (Halbfinale)
    - Slowenien (Marko Stor, Urban Acman, Tomaz Bozic, Gregor Breznik): 38,62 min (Vorlauf)
    - Liberia (Kouty Mawenh, Sayon Cooper, Robert M. Dennis, Edward Neufville): 38,90 min (Vorlauf)
    - Bahamas (Renward Wells, Andrew Tynes, Dennis Darling, Joseph Styles, Edward Neufville): 38,09 min (Vorlauf)
    - Irland (Kevin Cogley, Gary Ryan, Dennis Darling, Neil Ryan): 39,46 min (Vorlauf)
    - Griechenland (Alexandros Genovelis, Thomas Sbokos, Georgios Panagiotopoulos, Angelos Pavlakakis): 38,47 min (Vorlauf)
    - Katar (Jassim Abbas, Sultan Al-Sheeb, Sulaiman Jama Yusuf, Saad Al-Kuwari): 39,05 min (Vorlauf)
    - Spanien (Frutos Feo, Venancio Jose, Jordi Mayoral, Carlos Berlanga): 38,60 min (Halbfinale)

  - 4 × 400 m Männer
    - Österreich (Christoph Pöstinger, Thomas Griesser, Andreas Rechbauer, Rafik Elouardi): 3:02,95 min (Vorlauf)
    - Botswana (Justice Dipeba, Lulu Basinyi, Rampa Mosweu, Johnson Kubisa): 3:05,96 min (Vorlauf)
    - Polen (Tomasz Czubak, Piotr Rysiukiewicz, Piotr Haczek, Robert Maćkowiak): 2:59,91 min (Vorlauf)
    - Südafrika (Arnaud Malherbe, Hezekiél Sepeng, Hendrik Mokganyetsi, Llewellyn Herbert): 3:00,58 min (Vorlauf)
    - Südafrika (Arnaud Malherbe, Hezekiél Sepeng, Hendrick Mokganyetsi, Llewellyn Herbert): 3:00,26 min (Finale)
    - Griechenland (Panagiotis Sarris, Konstantinos Moumoulidis, Giorgios Batsikas, Periklis Iakovakis): 3:05,43 min (Vorlauf)
    - Simbabwe (Tawanda Chiwira, Phillip Mukomana, Savieri Ngidhi, Ken Harnden): 3:00,79 min (Vorlauf)
    - Jamaika (Michael McDonald, Gregory Haughton, Danny McFarlane, Davian Clarke): 2:56,75 min (Finale)

  - 50-km-Gehen Männer
    - Fumio Imamura (Japan): 3:50:27 h – Landesbestleistung

  - Weitsprung Männer
    - Elston Albert Shaw (Belize): 7,21 m (Qualifikation)

  - Dreisprung Männer
    - Christos Meletoglou (Griechenland): 17,04 m (Qualifikation) – Rekord egalisiert
    - Christos Meletoglou (Griechenland): 17,12 m (Finale)

  - Hammerwurf Männer
    - Eduardo Acuña (Peru): 60,14 m (Qualifikation)

  - Speerwurf Männer
    - Firas Al Mahamid (Syrien): 74,04 m (Qualifikation)
    - Emeterio González (Kuba): 83,56 m (Finale)

  - Zehnkampf Männer
    - Eduard Hämäläinen (Finnland): 8730 P

  - 100 Meter Frauen
    - Antonia Cadore (Grenada): 12,00 s (Vorlauf)
    - Lucrécia Jardim (Portugal): 11,30 s (Vorlauf)
    - Schanna Pintussewytsch (Ukraine): 10,90 s (Viertelfinale)
    - Schanna Pintussewytsch (Ukraine): 10,85 s (Finale)

  - 200 Meter Frauen
    - Alenka Bikar (Slowenien): 22,81 s (Vorlauf)

  - 400 Meter Frauen
    - Damayanthi Darsha (Sri Lanka): 51,99 s (Vorlauf)
    - Cathalina Staye (St. Vincent und die Grenadinen): 55,54 s (Vorlauf)

  - 800 Meter Frauen
    - Léontine Tsiba (Republik Kongo): 2:07,34 min (Vorlauf)
    - Abok Shol (Sudan): 2:16,74 min (Vorlauf)

  - 5000 Meter Frauen
    - Zalia Aliou (Togo): 18:34,45 (Vorlauf)
    - Restituta Joseph (Tansania): 15:55,22 (Vorlauf)

  - 10.000 Meter Frauen
    - Maysa Matrood (Irak): 35:44,93 min (Vorlauf)

  - 100 Meter Hürden Frauen
    - Michelle Freeman (Jamaika): 12,53 s (Vorlauf)
    - Corien Botha (Südafrika): 13,00 s (Vorlauf)
    - Michelle Freeman (Jamaika): 12,52 s (Finale)

  - 400 Meter Hürden Frauen
    - Ester Goossens (Niederlande): 54,84 s (Vorlauf)
    - Susan Smith (Irland): 54,61 s (Vorlauf)
    - Tetjana Tereschtschuk (Ukraine): 54,02 s (Halbfinale)
    - Andrea Blackett (Barbados): 54,74 s (Halbfinale)
    - Tetjana Tereschtschuk (Ukraine): 53,81 s (Finale)

  - 4 × 100 m Frauen
    - Frankreich (Frédérique Bangué, Christine Arron, Delphine Combe, Sylviane Félix): 42,53 s (Vorlauf)
    - Brasilien (Rita Gomes, Kátia dos Santos, Cleide Amaral, Lucimar Aparecida de Moura): 43,8921 s (Vorlauf)
    - Frankreich (Patricia Girard, Christine Arron, Delphine Combe, Sylviane Félix): 42,21 s (Finale)

  - 4 × 400 m Frauen
    - Jamaika (Inez Turner, Lorraine Graham, Deon Hemmings, Sandie Richards): 3:21,30 min (Finale)

  - Hochsprung Frauen
    - Pia Zinck (Dänemark): 1,94 m (Qualifikation)

  - Dreisprung Frauen
    - Rodica Mateescu (Rumänien): 15,16 m (Finale)
    - Olga Vasdeki (Griechenland): 14,62 m (Finale)
- Darüber hinaus wurden vier Weltmeisterschaftsrekorde in vier Disziplinen verbessert oder egalisiert.

## Erfolgreichste Sportler
- Eine Athletin errang zwei Goldmedaillen:
  - Marion Jones, (USA) – 100 Meter, 4 × 100 m
- Folgende Weltmeister waren bereits bei vorangegangenen Weltmeisterschaften siegreich:
  - Michael Johnson, (USA) – 400 Meter: 1991 siegreich über 200 Meter, 1993 siegreich über 400 Meter / 4 × 400 m, 1995 siegreich über 200 Meter / 400 Meter / 4 × 400 m, damit jetzt siebenfacher Weltmeister
  - Serhij Bubka, (Ukraine) – Stabhochsprung: sechster Sieg in Folge, bei den ersten drei Erfolgen für die Sowjetunion am Start
  - Lars Riedel, (Deutschland) – Diskuswurf: vierter Sieg in Folge
  - Haile Gebrselassie, (Äthiopien) – 10.000 Meter: dritter Sieg in Folge
  - Gail Devers, (USA) – 4 × 100 m: 1993 Gold über 100 Meter, 1995 Gold über 100 Meter Hürden
  - Donovan Bailey, (Kanada) – 4 × 100 m: 1993 siegreich über 100 Meter / 4 × 100 m
  - Wilson Kipketer, (Kenia) – 800 Meter: zweiter Sieg in Folge
  - Javier Sotomayor, (Kuba) – Hochsprung: zweiter Sieg nach 1991
  - Iván Pedroso, (Kuba) – Weitsprung: zweiter Sieg in Folge
  - Allen Johnson, (USA) – 100 Meter Hürden: zweiter Sieg in Folge
  - John Godina, (USA) – Kugelstoßen: zweiter Sieg in Folge
  - Ana Fidelia Quirot, (Kuba) – 800 Meter: zweiter Sieg in Folge
  - Astrid Kumbernuss, (Deutschland) – Kugelstoßen: zweiter Sieg in Folge
  - Trine Hattestad, (Norwegen) – Speerwurf: zweiter Sieg in Folge
  - Sabine Braun, (Deutschland) – Siebenkampf: zweiter Sieg nach 1991
  - Robert Esmie, Kanada – 4 × 100 m: zweiter Sieg in Folge
  - Glenroy Gilbert, Kanada – 4 × 100 m: zweiter Sieg in Folge
  - Bruny Surin, Kanada – 4 × 100 m: zweiter Sieg in Folge

## Doping
Bei diesen Weltmeisterschaften gab es folgende sieben Dopingfälle:
- Antonio Pettigrew, USA, 400 Meter, zunächst Siebter / 4 × 400 m – zunächst auf Rang eins. Er gestand, ab 1997 Dopingmittel von Angel Heredia, einem mexikanischen Händler, bezogen zu haben, darunter Erythropoetin, auch bekannt als EPO, sowie Wachstumshormone. Daraufhin wurden ihm einige Resultate aberkannt, darunter seine beiden Ergebnisse von diesen Weltmeisterschaften.[1]
- Pascal Maran, Frankreich, 400 Meter Hürden, im Vorlauf ausgeschieden. Er wurde im Anschluss an sein Rennen überführt, mit Ephedrin gedopt zu haben, und wurde disqualifiziert.[2]
- Daniel Plaza, Spanien, 20-km-Gehen, zunächst auf Rang zehn. Er wurde des Dopingmissbrauchs überführt und disqualifiziert. Seine Erklärung gehört in eine Hitliste der lächerlichsten Ausreden für einen positiven Dopingtest: er habe oralen Sex mit seiner schwangeren Frau gehabt, die wohl das Steroid als Schwangere auf natürliche Weise produziert und auf ihn übertragen habe.[3]
- Oleksandr Bahatsch, Ukraine, Kugelstoßen, zunächst Weltmeister. Er wurde des Dopingmissbrauchs mit Ephedrin überführt und disqualifiziert.[2]
- Ljubow Zioma, Russland, 800 Meter, im Halbfinale ausgeschieden. Sie wurde positiv auf Doping mit Stanozolol überführt und disqualifiziert.[4]
- Olimpiada Iwanowa, Russland, 10-km-Gehen, zunächst Zweite. Sie wurde positiv auf Doping mit Steroiden überführt und disqualifiziert.[4]
- Oksana Zelinskaya, Kasachstan, Dreisprung, in der Qualifikation ausgeschieden. Sie wurde im Anschluss an ihren Wettkampf überführt, mit Ephedrin gedopt zu haben, und wurde disqualifiziert.[2]

## Resultate Männer

### 100 m

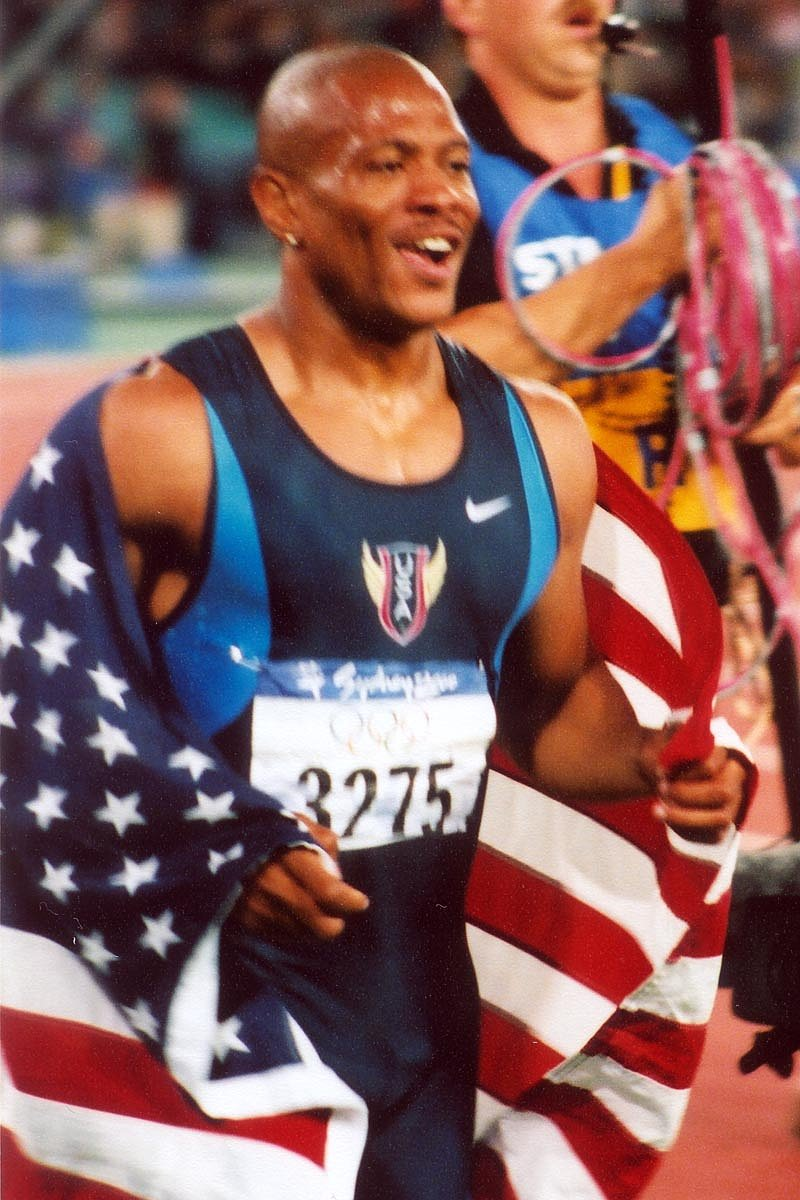
Sprintweltmeister Maurice Greene

| Platz | Athlet           | Land | Zeit (s)     |
| 1     | Maurice Greene   | USA  | 09,86 CRe/WL |
| 2     | Donovan Bailey   | CAN  | 09,91        |
| 3     | Tim Montgomery   | USA  | 09,94        |
| 4     | Frank Fredericks | NAM  | 09,95        |
| 5     | Ato Boldon       | TRI  | 10,02        |
| 6     | Davidson Ezinwa  | NGR  | 10,10        |
| 7     | Bruny Surin      | CAN  | 10,12        |
| 8     | Michael Marsh    | USA  | 10,29        |

Finale: 3. August, 21:50 Uhr
Wind: +0,2 m/s

### 200 m
| Platz | Athlet                   | Land | Zeit (s) |
| 1     | Ato Boldon               | TRI  | 20,04    |
| 2     | Frank Fredericks         | NAM  | 20,23    |
| 3     | Claudinei da Silva       | BRA  | 20,26    |
| 4     | Iván García              | CUB  | 20,31    |
| 5     | Georgios Panagiotopoulos | GRE  | 20,32    |
| 6     | Obadele Thompson         | BAR  | 20,37    |
| 7     | Jon Drummond             | USA  | 20,44    |
| 8     | Patrick Stevens          | BEL  | 20,44    |

Finale: 8. August, 19:20 Uhr
Wind: +2,3 m/s

### 400 m

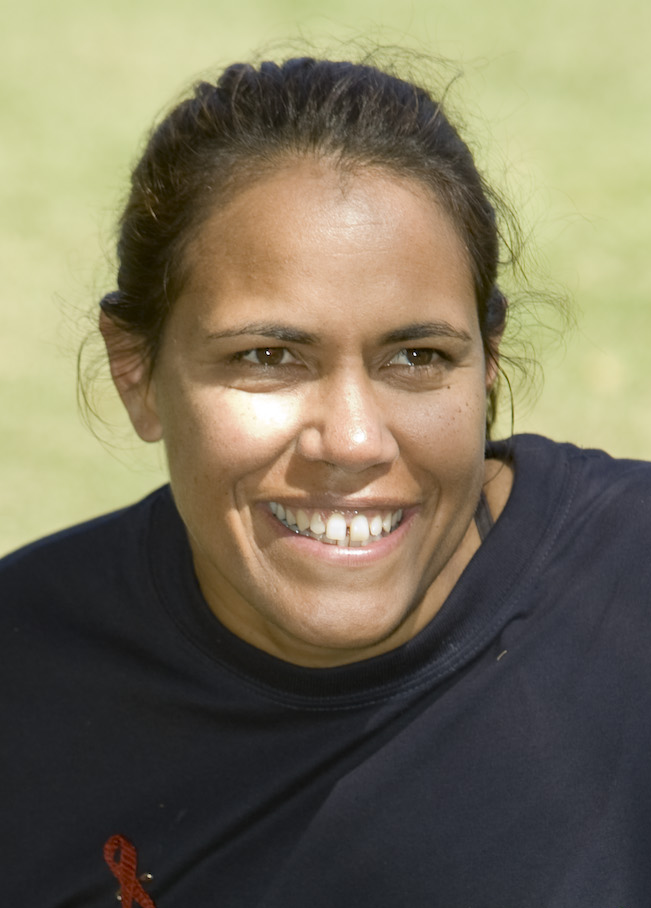
Cathy Freeman – Weltmeisterin mit einem Vorsprung von zwei Hundertstelsekunden

| Platz | Athlet            | Land | Zeit (s) |
| 1     | Michael Johnson   | USA  | 44,12    |
| 2     | Davis Kamoga      | UGA  | 44,37 NR |
| 3     | Tyree Washington  | USA  | 44,39    |
| 4     | Mark Richardson   | GBR  | 44,47    |
| 5     | Jerome Young      | USA  | 44,51    |
| 6     | Iwan Thomas       | GBR  | 44,52    |
| 7     | Jamie Baulch      | GBR  | 45,22    |
| DOP   | Antonio Pettigrew | USA  |          |

Finale: 5. August, 20:40 Uhr
In diesem Wettbewerb gab es einen Dopingfall:

Der zunächst siebtplatzierte US-Amerikaner Antonio Pettigrew gestand, ab 1997 Dopingmittel von Angel Heredia, einem mexikanischen Händler, bezogen zu haben, darunter Erythropoetin, auch bekannt als EPO, sowie Wachstumshormone. Daraufhin wurden ihm einige Resultate aberkannt, darunter sein siebter Platz über 400 Meter sowie sein Sieg mit der US-amerikanischen 4-mal-400-Meter-Staffel bei diesen Weltmeisterschaften.

### 800 m

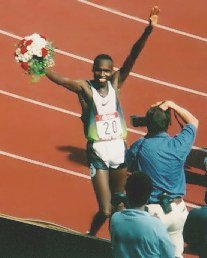
Erneuter Sieg für Titelverteidiger Wilson Kipketer

| Platz | Athlet             | Land | Zeit (min) |
| 1     | Wilson Kipketer    | DEN  | 1:43,38    |
| 2     | Norberto Téllez    | CUB  | 1:44,00    |
| 3     | Rich Kenah         | USA  | 1:44,25    |
| 4     | Patrick Konchellah | KEN  | 1:44,26    |
| 5     | Vebjørn Rodal      | NOR  | 1:44,53    |
| 6     | Marko Koers        | NED  | 1:44,85    |
| 7     | Patrick Ndururi    | KEN  | 1:45,24    |
| 8     | Mark Everett       | USA  | 1:49,02    |

Finale: 8. August, 19:40 Uhr

### 1500 m
| Platz | Athlet                   | Land | Zeit (min) |
| 1     | Hicham El Guerrouj       | MAR  | 3:35,83    |
| 2     | Fermín Cacho             | ESP  | 3:36,63    |
| 3     | Reyes Estévez            | ESP  | 3:37,26    |
| 4     | Noureddine Morceli       | ALG  | 3:37,37    |
| 5     | Alí Hakimi               | TUN  | 3:37,51    |
| 6     | Mohamed Suleiman         | QAT  | 3:37,53    |
| 7     | Graham Hood              | CAN  | 3:37,55    |
| 8     | Robert Kiplagat Andersen | DEN  | 3:37,66    |

Finale: 6. August, 20:15 Uhr

### 5000 m

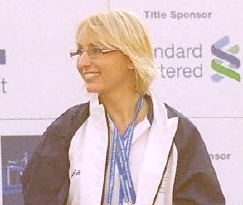
Weltmeisterin Gabriela Szabo stockte ihre Medaillensammlung weiter auf

| Platz | Athlet             | Land | Zeit (min) |
| 1     | Daniel Komen       | KEN  | 13:07,38   |
| 2     | Khalid Boulami     | MAR  | 13:09,34   |
| 3     | Tom Nyariki        | KEN  | 13:11,09   |
| 4     | Ismaïl Sghyr       | MAR  | 13:17,45   |
| 5     | Dieter Baumann     | GER  | 13:17,64   |
| 6     | Bob Kennedy        | USA  | 13:19,45   |
| 7     | El Hassan Lahssini | MAR  | 13:20,52   |
| 8     | Enrique Molina     | ESP  | 13:24,54   |

Finale: 10. August, 19:25 Uhr

### 10.000 m

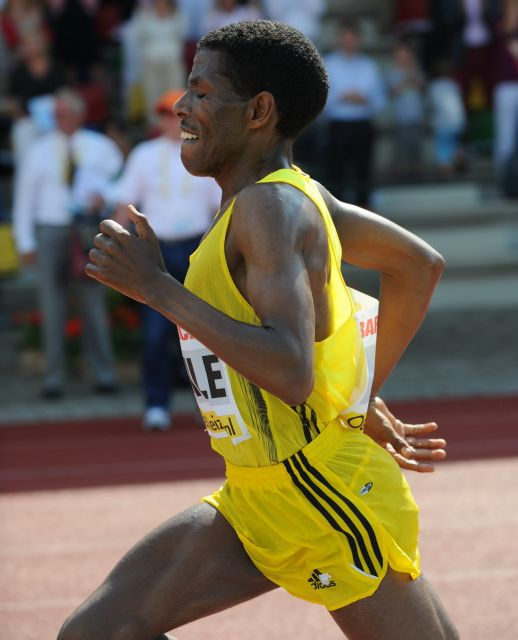
Der nächste Sieg für den in diesen Jahren dominierenden Haile Gebrselassie

| Platz | Athlet             | Land | Zeit (min) |
| 1     | Haile Gebrselassie | ETH  | 27:24,58   |
| 2     | Paul Tergat        | KEN  | 27:25,62   |
| 3     | Salah Hissou       | MAR  | 27:28,67   |
| 4     | Paul Koech         | KEN  | 27:30,39   |
| 5     | Assefa Mezgebu     | ETH  | 27:32,48   |
| 6     | Domingos Castro    | POR  | 27:36,52   |
| 7     | Habte Jifar        | ETH  | 28:00,29   |
| 8     | Julio Rey          | ESP  | 28:07,06   |

Finale: 6. August, 20:35 Uhr

### Marathon
| Platz | Athlet                  | Land | Zeit (h) |
| 1     | Abel Antón              | ESP  | 2:13:16  |
| 2     | Martín Fiz              | ESP  | 2:13:21  |
| 3     | Steve Moneghetti        | AUS  | 2:14:16  |
| 4     | Danilo Goffi            | ITA  | 2:14:47  |
| 5     | Luíz Antônio dos Santos | BRA  | 2:15:31  |
| 6     | Fabián Roncero          | ESP  | 2:16:53  |
| 7     | Giacomo Leone           | ITA  | 2:17:16  |
| 8     | Azzedine Sakhri         | ALG  | 2:17:44  |

Datum: 10. August, 08:05 Uhr

#### Marathon-Cup
| Platz | Land       | Athleten                                                  | Zeit (h) |
| ----- | ---------- | --------------------------------------------------------- | -------- |
| 1     | Spanien    | Abel Antón Martín Fiz Fabián Roncero                      | 6:43:30  |
| 2     | Italien    | Danilo Goffi Giacomo Leone Francesco Ingargiola           | 6:55:33  |
| 3     | Brasilien  | Luíz Antônio dos Santos Vanderlei de Lima Osmiro Silva    | 7:02:56  |
| 4     | Frankreich | Philippe Rémond Jean Pierre Monciaux Dominique Chauvelier | 7:07:44  |
| 5     | Japan      | Akira Manai Shinji Kawashima Katsuhiko Hanada             | 7:08:56  |
| 6     | Südafrika  | Xolile Yawa Adam Motlagale Abner Chipu                    | 7:09:32  |
| 7     | Australien | Steve Moneghetti Sean Quilty Raymond Boyd                 | 7:09:33  |
| 8     | Äthiopien  | Ahmed Hussein Girma Daba Woliye Jara                      | 7:20:22  |

Datum: 10. August, 08:05 Uhr
Im Marathonlauf gab es zusätzlich auch eine Teamwertung. Es waren fünf Läufer je Nation zugelassen, für die Wertung wurden die Zeiten der jeweils besten drei addiert. Der Wettbewerb zählte allerdings nicht zum offiziellen Medaillenspiegel.

### 110 m Hürden

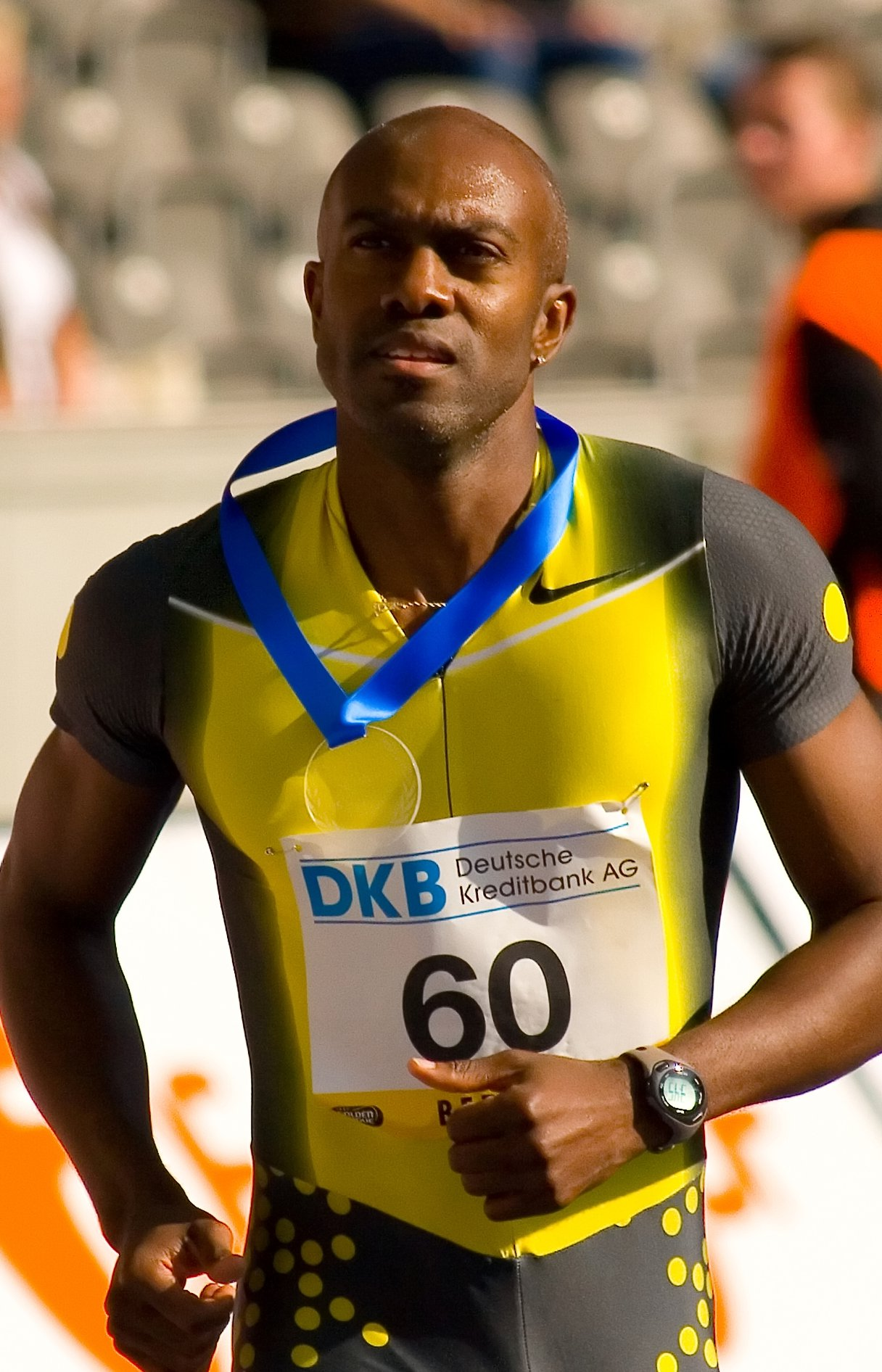
Weltmeister Allen Johnson blieb als einziger Finalist unter 13 Sekunden

| Platz | Athlet              | Land | Zeit (s) |
| 1     | Allen Johnson       | USA  | 12,93 WL |
| 2     | Colin Jackson       | GBR  | 13,05    |
| 3     | Igor Kováč          | SVK  | 13,18    |
| 4     | Florian Schwarthoff | GER  | 13,20    |
| 5     | Dan Philibert       | FRA  | 13,26    |
| 6     | Terry Reese         | USA  | 13,30    |
| 7     | Mark Crear          | USA  | 13,55    |
| DNS   | Artur Kohutek       | POL  |          |

Finale: 7. August, 21:15 Uhr
Wind: ±0,0 m/s

### 400 m Hürden

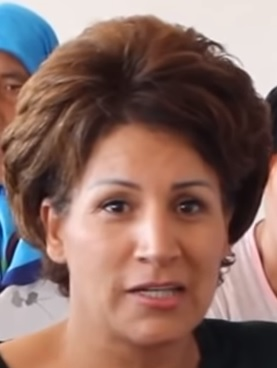
Nezha Bidouane siegte mit Afrikarekord

| Platz | Athlet               | Land | Zeit (s) |
| 1     | Stéphane Diagana     | FRA  | 47,70 WL |
| 2     | Llewellyn Herbert    | RSA  | 47,86 NR |
| 3     | Bryan Bronson        | USA  | 47,88    |
| 4     | Fabrizio Mori        | ITA  | 48,05 NR |
| 5     | Samuel Matete        | ZAM  | 48,11    |
| 6     | Ruslan Maschtschenko | RUS  | 48,62    |
| 7     | Dinsdale Morgan      | JAM  | 49,06    |
| 8     | Jiří Mužík           | CZE  | 49,51    |

Finale: 4. August, 21:10 Uhr
In diesem Wettbewerb gab es einen Dopingfall:

Der Franzose Pascal Maran, der im Vorlauf ausgeschieden war, wurde im Anschluss an sein Rennen überführt, mit Ephedrin gedopt zu haben, und wurde disqualifiziert.

### 3000 m Hindernis
| Platz | Athlet                 | Land | Zeit (min) |
| 1     | Wilson Boit Kipketer   | KEN  | 8:05,84    |
| 2     | Moses Kiptanui         | KEN  | 8:06,04    |
| 3     | Bernard Barmasai       | KEN  | 8:06,04    |
| 4     | Saad Shaddad Al-Asmari | KSA  | 8:13,87    |
| 5     | Hicham Bouaouiche      | MAR  | 8:14,04    |
| 6     | Mark Croghan           | USA  | 8:14,09    |
| 7     | Jim Svenøy             | NOR  | 8:14,80 NR |
| 8     | Angelo Carosi          | ITA  | 8:16,01    |

Finale: 6. August, 19:30 Uhr

### 4 × 100 m Staffel
| Platz | Land           | Athleten | Zeit (s)                      |
| 1     | Kanada         | Robert Esmie (Halbfinale/Finale) Glenroy Gilbert Bruny Surin Donovan Bailey im Vorlauf außerdem: Carlton Chambers                                     | 37,86 WL                      |
| 2     | Nigeria        | Osmond Ezinwa Olapade Adeniken Francis Obikwelu Davidson Ezinwa                                                                                       | 38,07                         |
| 3     | Großbritannien | Darren Braithwaite Darren Campbell Douglas Walker (Finale) Julian Golding im Halbfinale außerdem: Dwain Chambers im Vorlauf außerdem: Marlon Devonish | 38,14                         |
| 4     | Kuba           | Alfredo García-Baró Misael Ortíz Iván García Luis Alberto Pérez-Rionda                                                                                | 38,15                         |
| 5     | Ghana          | Abu Dua Eric Nkansah Aziz Zakari Emmanuel Tuffour | 38,26                         |
| 6     | Brasilien      | Vicente de Lima Claudinei da Silva Robson da Silva Édson Ribeiro                                                                                      | 38,48                         |
| 7     | Spanien        | Frutos Feo Venancio José Jordi Mayoral Carlos Berlanga                                                                                                | 38,72                         |
| DSQ   | Frankreich     | Emmanuel Bangué Frédéric Krantz Gilles Quénéhervé (Finale) Stéphane Cali im Vorlauf/Halbfinale außerdem: Olivier Théophile                            | IAAF Rule 170.7 Wechselfehler |

Finale: 10. August, 19:55 Uhr

### 4 × 400 m Staffel
| Platz | Land           | Athleten                                                                                                   | Zeit (min) |
| 1     | Großbritannien | Iwan Thomas Roger Black Jamie Baulch Mark Richardson (Finale) im Vorlauf außerdem: Mark Hylton             | 2:56,65    |
| 2     | Jamaika        | Michael McDonald (Finale) Gregory Haughton Danny McFarlane Davian Clarke im Vorlauf außerdem: Linval Laird | 2:56,75 NR |
| 3     | Polen          | Tomasz Czubak Piotr Rysiukiewicz Piotr Haczek Robert Maćkowiak                                             | 3:00,26    |
| 4     | Südafrika      | Arnaud Malherbe Hezekiél Sepeng Hendrik Mokganyetsi Llewellyn Herbert                                      | 3:00,26 NR |
| 5     | Frankreich     | Jean-Louis Rapnouil Marc Foucan Fred Mango Stéphane Diagana                                                | 3:01,06    |
| 6     | Simbabwe       | Tawanda Chiwira Phillip Mukomana Savieri Ngidhi Ken Harnden                                                | 3:01,43    |
| 7     | Italien        | Ashraf Saber Marco Vaccari Andrea Nuti Fabrizio Mori                                                       | 3:01,52    |
| DOP   | USA            | Jerome Young Antonio Pettigrew Chris Jones Tyree Washington (Finale) im Vorlauf außerdem: Allen Johnson    |            |

Finale: 10. August, 20:50 Uhr
In diesem Wettbewerb gab es einen Dopingfall:

Der US-Amerikaner Antonio Pettigrew gestand, ab 1997 Dopingmittel von Angel Heredia, einem mexikanischen Händler, bezogen zu haben, darunter Erythropoetin, auch bekannt als EPO, sowie Wachstumshormone. Daraufhin wurden ihm einige Resultate aberkannt, darunter seine Goldmedaille über 4 × 400 m mit der US-Staffel.

### 20 km Gehen
| Platz | Athlet                 | Land | Zeit (h) |
| 1     | Daniel García          | MEX  | 1:21:43  |
| 2     | Michail Schtschennikow | RUS  | 1:21:53  |
| 3     | Michail Chmelnizki     | BLR  | 1:22:01  |
| 4     | Yu Guohui              | CHN  | 1:22:57  |
| 5     | Li Zewen               | CHN  | 1:23:03  |
| 6     | Jauhen Missjulja       | BLR  | 1:23:10  |
| 7     | Michele Didoni         | ITA  | 1:23:14  |
| 8     | Giovanni De Benedictis | ITA  | 1:23:33  |

Datum: 2. August, 19:20 Uhr
Der Wettbewerb wurde von einem Dopingfall überschattet:

Der zunächst zehntplatzierte spanische Olympiasieger von 1992 Daniel Plaza wurde des Dopingmissbrauchs überführt und disqualifiziert. Seine Erklärung gehört in eine Hitliste der lächerlichsten Ausreden für einen positiven Dopingtest: er habe oralen Sex mit seiner schwangeren Frau gehabt, die wohl das Steroid als Schwangere auf natürliche Weise produziert und auf ihn übertragen habe.

### 50 km Gehen

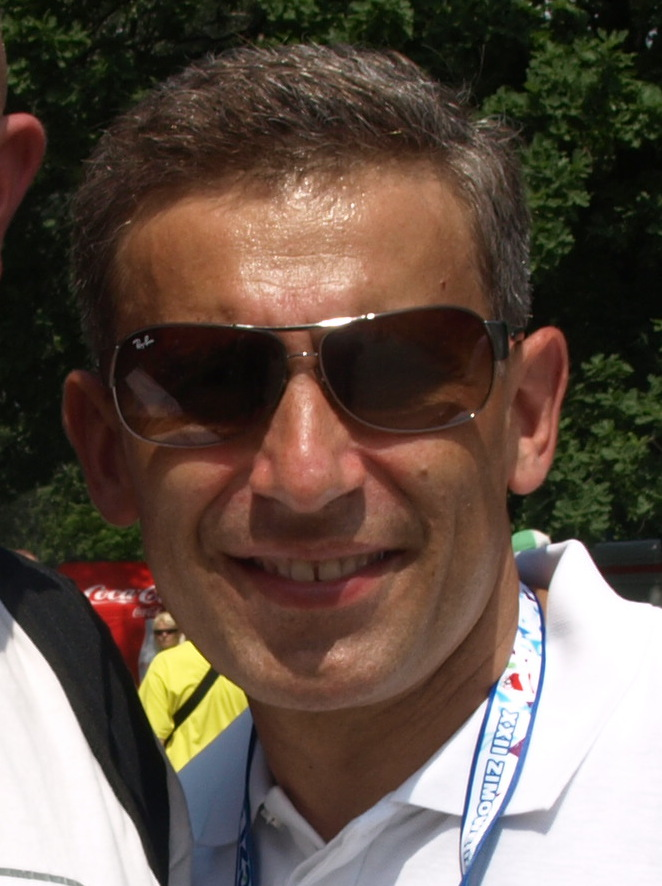
Robert Korzeniowski – nach seinem Olympiasieg 1996 gab es nun auch den ersten WM-Titel

| Platz | Athlet                 | Land | Zeit (h)    |
| 1     | Robert Korzeniowski    | POL  | 3:44:46     |
| 2     | Jesús Ángel García     | ESP  | 3:44:59     |
| 3     | Miguel Ángel Rodríguez | MEX  | 3:48:30     |
| 4     | Oleg Ischutkin         | RUS  | 3:50:04     |
| 5     | Tomasz Lipíec          | POL  | 3:50:14     |
| 6     | Fumio Imamura          | JPN  | 3:50:27 NBL |
| 7     | Sylvain Caudron        | FRA  | 3:51:17     |
| 8     | Arturo Di Mezza        | ITA  | 3:51:33     |

Datum: 7. August, 07:00 Uhr

### Hochsprung
| Platz | Athlet                | Land | Höhe (m) |
| 1     | Javier Sotomayor      | CUB  | 2,37 WL  |
| 2     | Artur Partyka         | POL  | 2,35     |
| 3     | Tim Forsyth           | AUS  | 2,35     |
| 4     | Steinar Hoen          | NOR  | 2,32     |
| 4     | Dalton Grant          | GBR  | 2,32     |
| 6     | Lambros Papakostas    | GRE  | 2,32     |
| 7     | Konstantin Matusevich | ISR  | 2,29     |
| 8     | Lee Jin-taek          | KOR  | 2,29     |

Finale: 6. August, 18:10 Uhr

### Stabhochsprung
| Platz | Athlet            | Land | Höhe (m) |
| 1     | Serhij Bubka      | UKR  | 6,01 CR  |
| 2     | Maxim Tarassow    | RUS  | 5,96     |
| 3     | Dean Starkey      | USA  | 5,91     |
| 4     | Tim Lobinger      | GER  | 5,80     |
| 5     | Nick Buckfield    | GBR  | 5,70     |
| 6     | Pat Manson        | USA  | 5,70     |
| 7     | Wadim Strogaljew  | RUS  | 5,70     |
| 8     | Jewgeni Smirjagin | RUS  | 5,70     |

Finale: 10. August, 17:30 Uhr
Serhij Bubka gewann bei den sechsten Leichtathletik-Weltmeisterschaften seinen sechsten Titel in Folge.

### Weitsprung

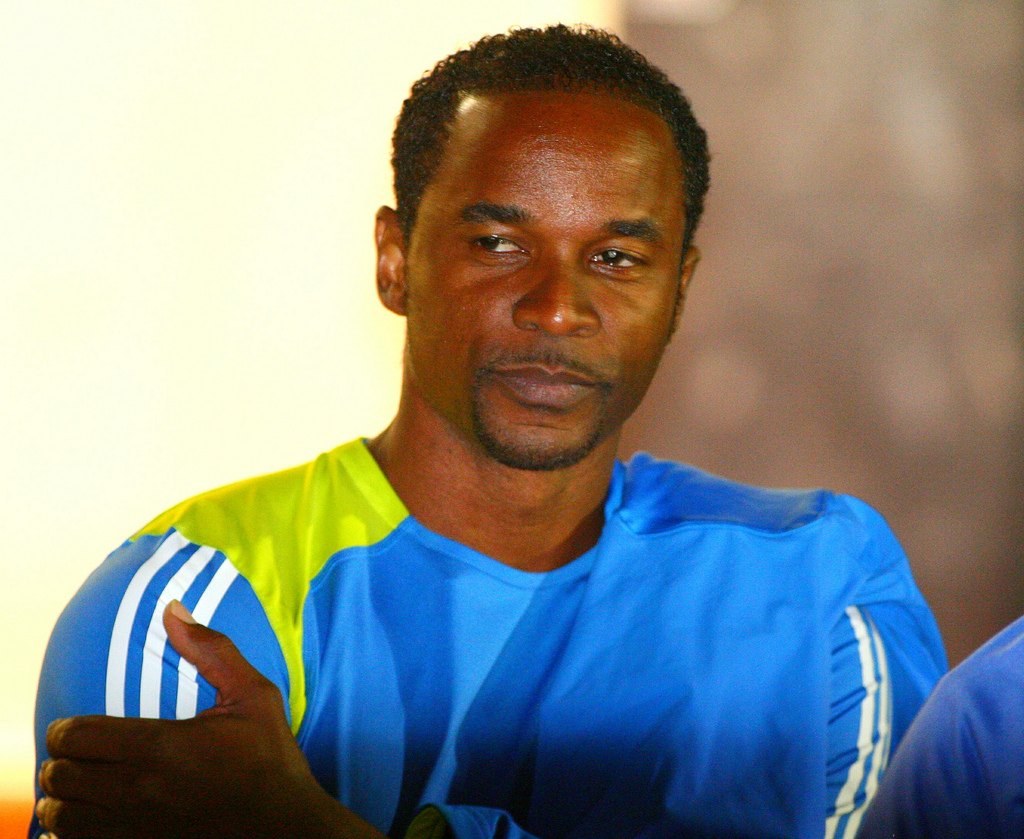
Mit Iván Pedroso siegte der dominierende Weitspringer dieser Jahre

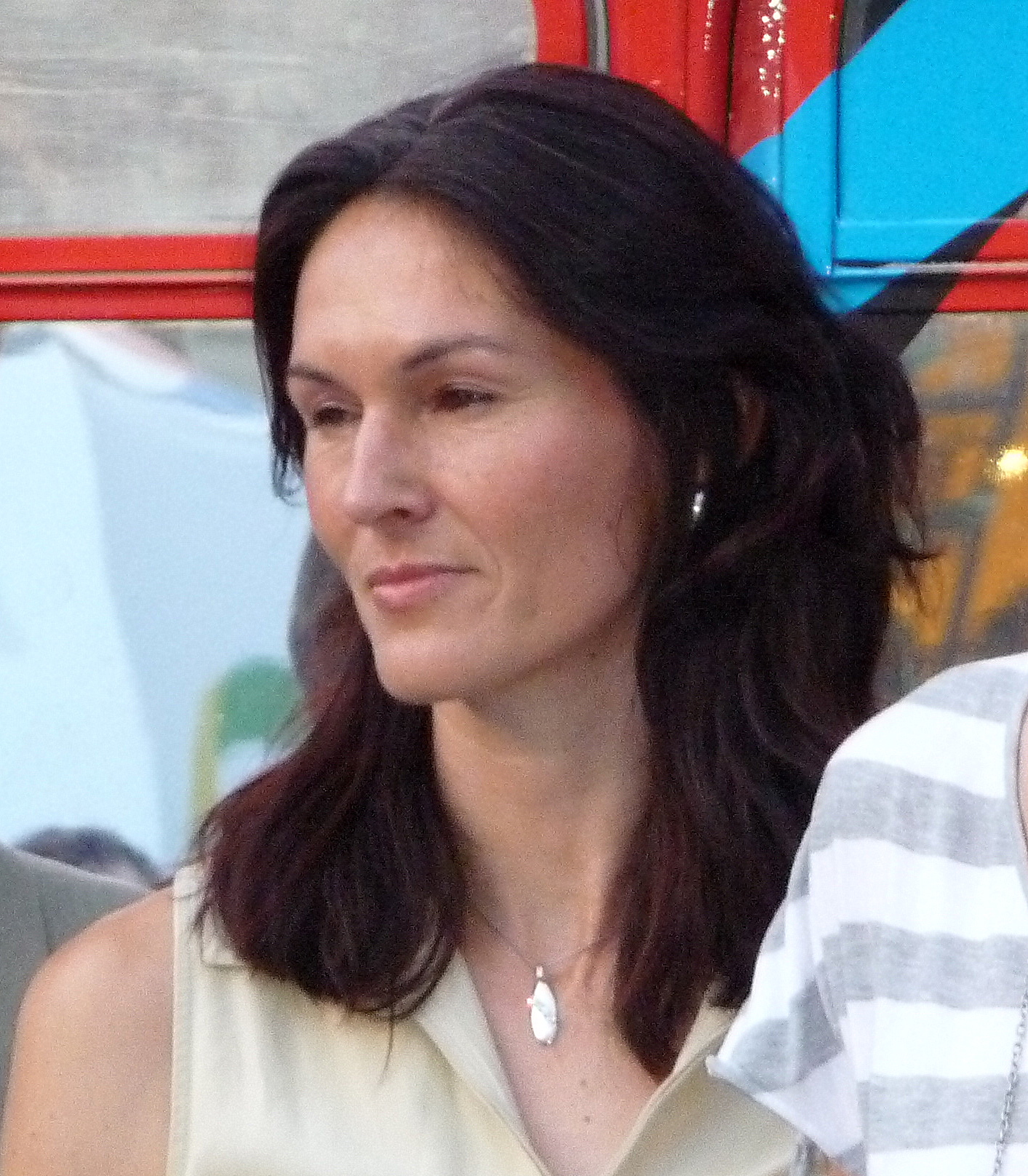
Nach Olympiabronze bei 1996 gab es nun WM-Gold für Šárka Kašpárková

| Platz | Athlet                 | Land | Weite (m) |
| 1     | Iván Pedroso           | CUB  | 8,42      |
| 2     | Erick Walder           | USA  | 8,38      |
| 3     | Kirill Sossunow        | RUS  | 8,18      |
| 4     | James Beckford         | JAM  | 8,14      |
| 5     | Nélson Carlos Ferreira | BRA  | 8,04      |
| 6     | Aljaksandr Hlawazki    | BLR  | 8,03      |
| 7     | Tidiane Touré Cheikh   | SEN  | 7,98      |
| 8     | Kevin Dilworth         | USA  | 7,88      |

Finale: 5. August, 19:00 Uhr

### Dreisprung
| Platz | Athlet              | Land | Weite (m) |
| 1     | Yoelbi Quesada      | CUB  | 17,85 WL  |
| 2     | Jonathan Edwards    | GBR  | 17,69     |
| 3     | Aliecer Urrutia     | CUB  | 17,64     |
| 4     | Denis Kapustin      | RUS  | 17,59     |
| 5     | Brian Wellman       | BER  | 17,22     |
| 6     | Jérôme Romain       | DMA  | 17,17     |
| 7     | Christos Meletoglou | GRE  | 17,12 NR  |
| 8     | Andrew Owusu        | GHA  | 17,11     |

Finale: 8. August, 18:45 Uhr

### Kugelstoßen
| Platz | Athlet             | Land | Weite (m) |
| 1     | John Godina        | USA  | 21,44     |
| 2     | Oliver-Sven Buder  | GER  | 21,24     |
| 3     | Cottrell J. Hunter | USA  | 20,33     |
| 4     | Jurij Bilonoh      | UKR  | 20,26     |
| 5     | Mika Halvari       | FIN  | 20,13     |
| 6     | Roman Wirastjuk    | UKR  | 20,12     |
| 7     | Kevin Toth         | USA  | 20,02     |
| 8     | Michael Mertens    | GER  | 19,91     |

Finale: 2. August, 19:10 Uhr
Im Kugelstoßen gab es einen Dopingfall:

Der zunächst als Weltmeister ausgerufene Ukrainer Oleksandr Bahatsch wurde des Dopingmissbrauchs mit Ephedrin überführt und disqualifiziert.

### Diskuswurf

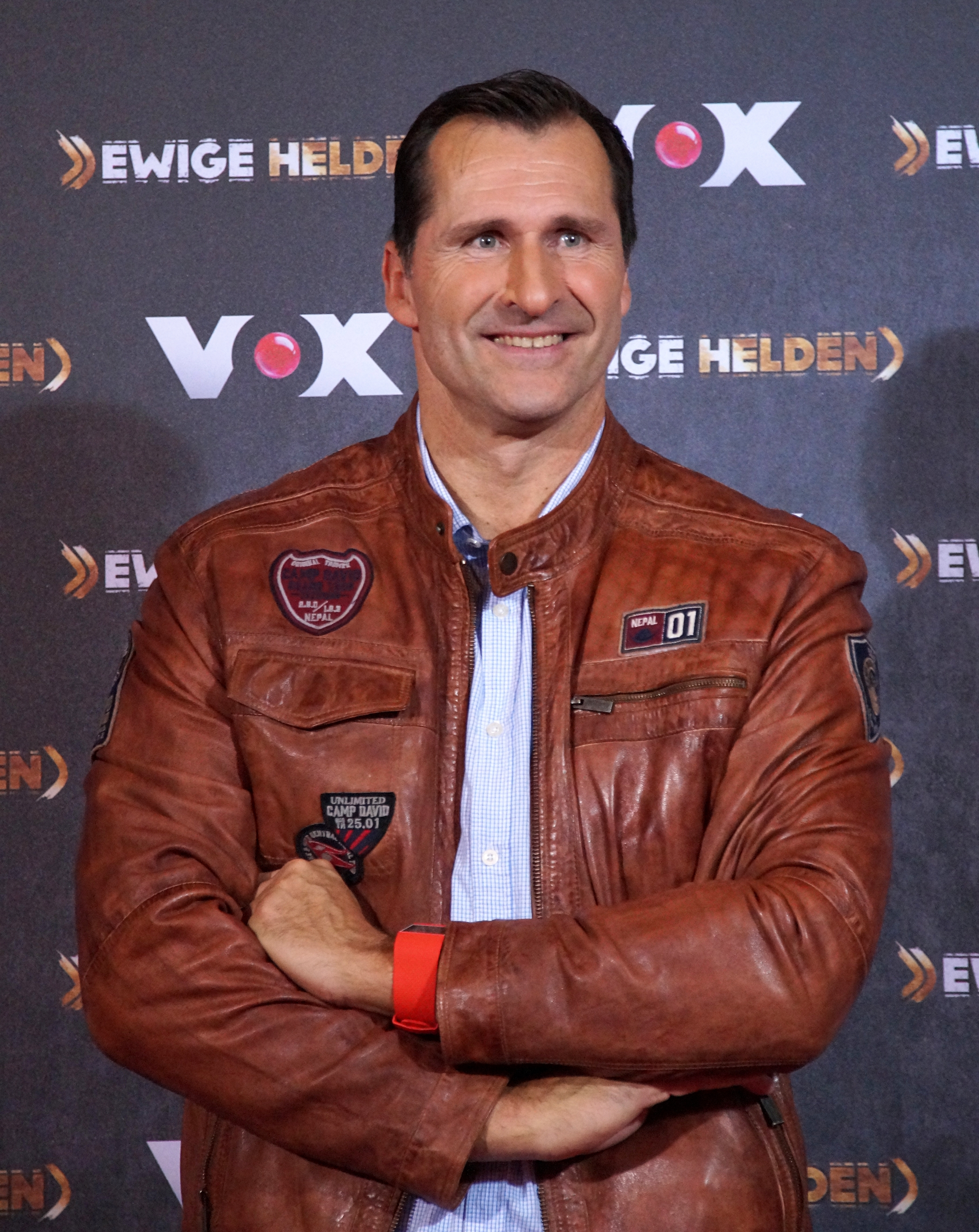
Lars Riedel errang seinen vierten WM-Titel in Folge

| Platz | Athlet                    | Land | Weite (m) |
| 1     | Lars Riedel               | GER  | 68,54     |
| 2     | Virgilijus Alekna         | LTU  | 66,70     |
| 3     | Jürgen Schult             | GER  | 66,14     |
| 4     | Uladsimir Dubrouschtschyk | BLR  | 66,12     |
| 5     | John Godina               | USA  | 65,40     |
| 6     | Andreas Seelig            | GER  | 64,48     |
| 7     | Adam Setliff              | USA  | 63,44     |
| 8     | Robert Weir               | GBR  | 63,06     |

Finale: 10. August, 18:00 Uhr

### Hammerwurf
| Platz | Athlet             | Land | Weite (m) |
| 1     | Heinz Weis         | GER  | 81,78     |
| 2     | Andrij Skwaruk     | UKR  | 81,46     |
| 3     | Wassili Sidorenko  | RUS  | 80,76     |
| 4     | Balázs Kiss        | HUN  | 79,96     |
| 5     | Ihar Astapkowitsch | BLR  | 79,70     |
| 6     | Ilja Konowalow     | RUS  | 78,68     |
| 7     | Wadim Chersonzew   | RUS  | 77,42     |
| 8     | Oleksandr Krykun   | UKR  | 77,14     |

Finale: 3. August, 17:30 Uhr

### Speerwurf
| Platz | Athlet                  | Land | Weite (m) |
| 1     | Marius Corbett          | RSA  | 88,40 AF  |
| 2     | Steve Backley           | GBR  | 86,80     |
| 3     | Konstandinos Gatsioudis | GRE  | 86,64     |
| 4     | Mick Hill               | GBR  | 86,54     |
| 5     | Sergei Makarow          | RUS  | 86,32     |
| 6     | Boris Henry             | GER  | 84,54     |
| 7     | Emeterio González       | CUB  | 83,56 NR  |
| 8     | Aki Parviainen          | FIN  | 82,80     |

Finale: 5. August, 18:40 Uhr

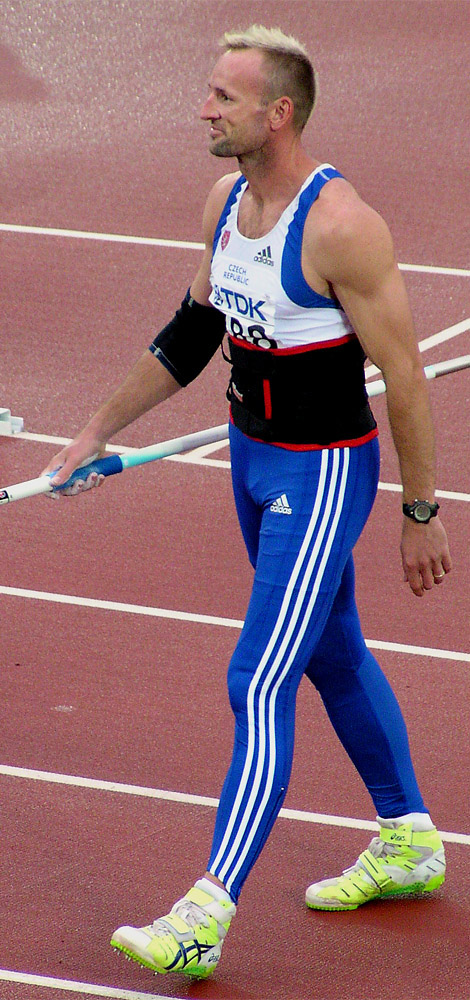
Tomáš Dvořák kam hier zu seinem ersten großen Titelgewinn

### Zehnkampf
| Platz | Athlet            | Land | Punkte  |
| 1     | Tomáš Dvořák      | CZE  | 8837 CR |
| 2     | Eduard Hämäläinen | FIN  | 8730 NR |
| 3     | Frank Busemann    | GER  | 8652    |
| 4     | Steve Fritz       | USA  | 8463    |
| 5     | Ramil Ganijew     | UZB  | 8445 AS |
| 6     | Erki Nool         | EST  | 8413    |
| 7     | Stefan Schmid     | GER  | 8360    |
| 8     | Mike Smith        | CAN  | 8307    |

Datum: 5. und 6. August

## Resultate Frauen

### 100 m
| Platz | Athletin               | Land | Zeit (s) |
| 1     | Marion Jones           | USA  | 10,83 WL |
| 2     | Schanna Pintussewytsch | UKR  | 10,85 NR |
| 3     | Savatheda Fynes        | BAH  | 11,03    |
| 4     | Christine Arron        | FRA  | 11,05    |
| 5     | Inger Miller           | USA  | 11,18    |
| 6     | Melanie Paschke        | GER  | 11,19    |
| 7     | Merlene Ottey          | JAM  | 11,29    |
| 8     | Chryste Gaines         | USA  | 11,32    |

Finale: 3. August, 21:35 Uhr
Wind: +0,4 m/s

### 200 m
| Platz | Athletin                 | Land | Zeit (s) |
| 1     | Schanna Pintussewytsch   | UKR  | 22,32    |
| 2     | Susanthika Jayasinghe    | SRI  | 22,39    |
| 3     | Merlene Ottey            | JAM  | 22,40    |
| 4     | Jekaterina Leschtschowa  | RUS  | 22,50    |
| 5     | Inger Miller             | USA  | 22,52    |
| 6     | Marina Trandenkowa       | RUS  | 22,65    |
| 7     | Melinda Gainsford-Taylor | AUS  | 22,73    |
| 8     | Sylviane Félix           | FRA  | 22,81    |

Finale: 8. August, 19:05 Uhr
Wind: −0,7 m/s

### 400 m
| Platz | Athletin          | Land | Zeit (s) |
| 1     | Cathy Freeman     | AUS  | 49,77    |
| 2     | Sandie Richards   | JAM  | 49,79    |
| 3     | Jearl Miles Clark | USA  | 49,90    |
| 4     | Grit Breuer       | GER  | 50,06    |
| 5     | Falilat Ogunkoya  | NGR  | 50,27    |
| 6     | Helena Fuchsová   | CZE  | 50,66    |
| 7     | Pauline Davis     | BAH  | 50,68    |
| 8     | Tatjana Alexejewa | RUS  | 51,37    |

Finale: 4. August, 20:05 Uhr

### 800 m
| Platz | Athletin               | Land | Zeit (min) |
| 1     | Ana Fidelia Quirot     | CUB  | 1:57,14    |
| 2     | Jelena Afanassjewa     | RUS  | 1:57,56    |
| 3     | Maria de Lurdes Mutola | MOZ  | 1:57,59    |
| 4     | Letitia Vriesde        | SUR  | 1:58,12    |
| 5     | Ludmila Formanová      | CZE  | 1:59,52    |
| 6     | Toni Hodgkinson        | NZL  | 2:00,40    |
| 7     | Joetta Clark           | USA  | 2:02,05    |
| 8     | Stella Jongmans        | NED  | 2:05,50    |

Finale: 9. August, 18:10 Uhr
Im 800-Meter-Lauf gab es einen Dopingfall:

Die im Halbfinale ausgeschiedene Russin Ljubow Zioma wurde positiv auf Doping mit Stanozolol überführt und disqualifiziert.

### 1500 m
| Platz | Athletin         | Land | Zeit (min) |
| 1     | Carla Sacramento | POR  | 4:04,24    |
| 2     | Regina Jacobs    | USA  | 4:04,63    |
| 3     | Anita Weyermann  | SUI  | 4:04,70    |
| 4     | Maite Zúñiga     | ESP  | 4:04,80    |
| 5     | Leah Pells       | CAN  | 4:06,18    |
| 6     | Andrea Šuldesová | CZE  | 4:06,33    |
| 7     | Olga Neljubowa   | RUS  | 4:07,34    |
| 8     | Sonia O’Sullivan | IRL  | 4:07,81    |

Finale: 5. August, 19:40 Uhr

### 5000 m
| Platz | Athletin         | Land | Zeit (min) |
| 1     | Gabriela Szabo   | ROM  | 14:57,68   |
| 2     | Roberta Brunet   | ITA  | 14:58,29   |
| 3     | Fernanda Ribeiro | POR  | 14:58,85   |
| 4     | Paula Radcliffe  | GBR  | 15:01,74   |
| 5     | Lydia Cheromei   | KEN  | 15:07,88   |
| 6     | Liu Jianying     | CHN  | 15:10,64   |
| 7     | Libbie Hickman   | USA  | 15:11,15   |
| 8     | Harumi Hiroyama  | JPN  | 15:21,19   |

Finale: 9. August, 20:30 Uhr

### 10.000 m
| Platz | Athletin         | Land | Zeit (min) |
| 1     | Sally Barsosio   | KEN  | 31:32,92   |
| 2     | Fernanda Ribeiro | POR  | 31:39,15   |
| 3     | Masako Chiba     | JPN  | 31:41,93   |
| 4     | Berhane Adere    | ETH  | 31:48,95   |
| 5     | Ren Xiujuan      | CHN  | 31:50,63   |
| 6     | Tegla Loroupe    | KEN  | 32:00,93   |
| 7     | Yang Siju        | CHN  | 32:01,61   |
| 8     | Colleen De Reuck | RSA  | 32:03,81   |

Finale: 5. August, 19:55 Uhr

### Marathon
| Platz | Athletin               | Land | Zeit (h) |
| 1     | Hiromi Suzuki          | JPN  | 2:29:48  |
| 2     | Maria Manuela Machado  | POR  | 2:31:12  |
| 3     | Lidia Șimon            | ROM  | 2:31:55  |
| 4     | Takako Tobise          | JPN  | 2:32:18  |
| 5     | Ornella Ferrara        | ITA  | 2:33:10  |
| 6     | Iris Biba              | GER  | 2:34:06  |
| 7     | Sonja Krolik           | GER  | 2:35:28  |
| 8     | Franziska Rochat-Moser | SUI  | 2:36:16  |

Datum: 9. August, 08:05 Uhr

#### Marathon-Cup
| Platz | Land           | Athletinnen                                         | Zeit (h) |
| ----- | -------------- | --------------------------------------------------- | -------- |
| 1     | Japan          | Hiromi Suzuki Takako Tobise Nobuko Fujimura         | 7:38:57  |
| 2     | Rumänien       | Lidia Șimon Anuța Cătună Aurica Buia                | 7:52:18  |
| 3     | Italien        | Ornella Ferrara Franca Fiacconi Laura Fogli         | 7:56:31  |
| 4     | Deutschland    | Iris Biba Sonja Krolik Manuela Veith                | 7:58:19  |
| 5     | Frankreich     | Christine Mallo Maryse Le Gallo Evelyne Mura        | 8:11:00  |
| 6     | Großbritannien | Angharad Mair Sally Goldsmith Danielle Sanderson    | 8:15:54  |
| 7     | Russland       | Yelena Razdrogina Anfisa Kosacheva Irina Timofejewa | 8:20:07  |
| 8     | Äthiopien      | Elfenesh Alemu Asselefech Assefa Alemitu Bekele     | 8:25:00  |

Datum: 10. August, 08:05 Uhr
Im Marathonlauf gab es zusätzlich auch eine Teamwertung. Es waren fünf Läuferinnen je Nation zugelassen, für die Wertung wurden die Zeiten der jeweils besten drei addiert. Der Wettbewerb zählte allerdings nicht zum offiziellen Medaillenspiegel.

### 100 m Hürden
| Platz | Athletin          | Land | Zeit (s)                    |
| 1     | Ludmila Engquist  | SWE  | 12,50                       |
| 2     | Swetla Dimitrowa  | BUL  | 12,58                       |
| 3     | Michelle Freeman  | JAM  | 12,61                       |
| 4     | Brigita Bukovec   | SLO  | 12,69                       |
| 5     | Dionne Rose       | JAM  | 12,87                       |
| 6     | Keturah Anderson  | CAN  | 12,88                       |
| 7     | Swetlana Lauchowa | RUS  | 12,98                       |
| DSQ   | Patricia Girard   | FRA  | IAAF Rule 162.8 – Fehlstart |

Finale: 10. August, 20:35 Uhr
Wind: −0,3 m/s

### 400 m Hürden
| Platz | Athletin              | Land | Zeit (s) |
| 1     | Nezha Bidouane        | MAR  | 52,97 AF |
| 2     | Deon Hemmings         | JAM  | 53,09    |
| 3     | Kim Batten            | USA  | 53,52    |
| 4     | Tetjana Tereschtschuk | UKR  | 53,81 NR |
| 5     | Debbie-Ann Parris     | JAM  | 54,19    |
| 6     | Tonja Buford-Bailey   | USA  | 54,77    |
| 7     | Susan Smith           | IRL  | 55,25    |
| 8     | Andrea Blackett       | BAR  | 55,63    |

Finale: 8. August, 20:00 Uhr

### 4 × 100 m Staffel
| Platz | Land                | Athletinnen                                                                                                   | Zeit (s) |
| 1     | USA                 | Chryste Gaines Marion Jones Inger Miller Gail Devers                                                          | 41,47 CR |
| 2     | Jamaika             | Beverly McDonald Merlene Frazer Juliet Cuthbert Beverly Grant                                                 | 42,10    |
| 3     | Frankreich          | Patricia Girard (Finale) Christine Arron Delphine Combe Sylviane Félix im Vorlauf außerdem: Frédérique Bangué | 42,21 NR |
| 4     | Deutschland         | Melanie Paschke Esther Möller Birgit Rockmeier Andrea Philipp                                                 | 42,44    |
| 5     | Russland            | Olga Powtarjowa Galina Maltschugina Marina Trandenkowa Jekaterina Leschtschowa                                | 42,50    |
| 6     | Bahamas             | Eldece Clarke Savatheda Fynes Debbie Ferguson Pauline Davis                                                   | 42,77    |
| 7     | Nigeria             | Beatrice Utondu Endurance Ojokolo Angela Atede Falilat Ogunkoya (Finale) im Vorlauf außerdem: Chioma Ajunwa   | 43,27    |
| 8     | Volksrepublik China | Pei Fang Yan Jiankui Liu Xiaomei Li Xuemei                                                                    | 43,32    |

Finale: 9. August, 21:10 Uhr

### 4 × 400 m Staffel
| Platz | Land           | Athletinnen | Zeit (min) |
| 1     | Deutschland    | Anke Feller Uta Rohländer Anja Rücker Grit Breuer                                                                                 | 3:20,92 WL |
| 2     | USA            | Maicel Malone Kim Graham Kim Batten (Finale) Jearl Miles Clark (Finale) im Vorlauf außerdem: Michele Collins Natasha Kaiser-Brown | 3:21,03    |
| 3     | Jamaika        | Inez Turner Lorraine Graham Deon Hemmings (Finale) Sandie Richards im Vorlauf außerdem: Nadia Graham                              | 3:21,30 NR |
| 4     | Russland       | Tatjana Tschebykina Olga Kotljarowa Jekaterina Kulikowa Tatjana Alexejewa (Finale) im Vorlauf außerdem: Julia Tarasenko           | 3:21,57    |
| 5     | Tschechien     | Naděžda Koštovalová Ludmila Formanová Hana Benešová Helena Fuchsová                                                               | 3:23,73    |
| 6     | Großbritannien | Allison Curbishley Michelle Pierre Michelle Thomas Donna Fraser                                                                   | 3:26,27    |
| 7     | Nigeria        | Olabisi Afolabi Fatima Yusuf (Finale) Doris Jacob Falilat Ogunkoya im Vorlauf außerdem: Saidat Onanuga                            | 3:30,04    |
| 8     | Italien        | Patrizia Spuri Francesca Carbone Carla Barbarino (Finale) Virna De Angeli im Vorlauf außerdem: Danielle Perpoli                   | 3:30,63    |

Finale: 10. August, 20:15 Uhr

### 10 km Gehen
| Platz | Athletin              | Land | Zeit (min)  |
| 1     | Annarita Sidoti       | ITA  | 42:55,49 WL |
| 2     | Wolha Kardapolzawa    | BLR  | 43:30,20    |
| 3     | Waljanzina Zybulskaja | BLR  | 43:49,24    |
| 4     | Liu Hongyu            | CHN  | 43:56,86    |
| 5     | Erica Alfridi         | ITA  | 43:59,73    |
| 6     | Anikó Szebenszky      | HUN  | 44:14,94    |
| 7     | Gu Yan                | CHN  | 44:24,17    |
| 8     | Anita Liepina         | LAT  | 45:00,56    |

Datum: 7. August, 18:00 Uhr
Der Gehwettbewerb war von einem Dopingfall überschattet:

Die Russin Olimpiada Iwanowa, zunächst Silbermedaillengewinnerin, wurde positiv auf Doping mit Steroiden überführt und disqualifiziert.

### Hochsprung
| Platz | Athletin             | Land | Höhe (m)                |
| 1     | Hanne Haugland       | NOR  | 1,96 – im Stechen: 1,99 |
| 2     | Olga Kaliturina      | RUS  | 1,96                    |
| 2     | Inha Babakowa        | UKR  | 1,96                    |
| 4     | Julija Ljachowa      | RUS  | 1,96                    |
| 5     | Kajsa Bergqvist      | SWE  | 1,93                    |
| 5     | Tatjana Motkowa      | RUS  | 1,93                    |
| 7     | Antonella Bevilacqua | ITA  | 1,93                    |
| 7     | Alina Astafei        | GER  | 1,93                    |
| 7     | Britta Bilač         | SLO  | 1,93                    |

Finale: 10. August, 18:00 Uhr
Nachdem die Sprunghöhe von 1,99 m von niemanden mit den regulären drei Versuchen übersprungen werden konnte, gingen die jetzt im Wettkampf bis 1,96 m ohne Fehlversuche gleichauf liegenden Hanne Haugland, Olga Kaliturina und Inha Babakowa in ein Stechen. Als einzige übersprang dabei Hanne Haugland die nochmals aufgelegten 1,99 m und war damit Weltmeisterin. Olga Kaliturina und Inha Babakowa belegten gemeinsam Platz zwei. Julija Ljachowa kam nach der korrekt angewendeten Fehlversuchsregel mit ebenfalls übersprungenen 1,96 m auf den undankbaren vierten Platz. Sie hatte die letzte Höhe erst im dritten Anlauf geschafft.

### Weitsprung
| Platz | Athletin              | Land | Weite (m) |
| 1     | Ljudmila Galkina      | RUS  | 7,05 WL   |
| 2     | Niki Xanthou          | GRE  | 6,94      |
| 3     | Fiona May             | ITA  | 6,91      |
| 4     | Heike Drechsler       | GER  | 6,89      |
| 5     | Jackie Joyner-Kersee  | USA  | 6,79      |
| 6     | Susen Tiedtke         | GER  | 6,78      |
| 7     | Wiktorija Werschynina | UKR  | 6,71      |
| 8     | Erica Johansson       | SWE  | 6,64      |

Finale: 9. August, 18:25 Uhr

### Dreisprung
| Platz | Athletin         | Land | Weite (m) |
| 1     | Šárka Kašpárková | CZE  | 15,20 WL  |
| 2     | Rodica Mateescu  | ROM  | 15,16 NR  |
| 3     | Olena Howorowa   | UKR  | 14,67     |
| 4     | Olga Vasdeki     | GRE  | 14,62 NR  |
| 5     | Ashia Hansen     | GBR  | 14,49     |
| 6     | Teresa Marinowa  | BUL  | 14,34     |
| 7     | Jeļena Blaževiča | LAT  | 14,06     |
| 8     | Betty Lise       | FRA  | 14,03     |

Finale: 4. August, 19:30 Uhr
In diesem Wettbewerb gab es einen Dopingfall:

Die in der Qualifikation ausgeschiedene Kasachin Oksana Zelinskaya wurde im Anschluss an ihren Wettkampf überführt, mit Ephedrin gedopt zu haben, und wurde disqualifiziert.

### Kugelstoßen
| Platz | Athletin           | Land | Weite (m) |
| 1     | Astrid Kumbernuss  | GER  | 20,71     |
| 2     | Wita Pawlysch      | UKR  | 20,66     |
| 3     | Stephanie Storp    | GER  | 19,22     |
| 4     | Huang Zhihong      | CHN  | 19,15     |
| 5     | Connie Price-Smith | USA  | 19,00     |
| 6     | Li Meisu           | CHN  | 18,62     |
| 7     | Nadine Kleinert    | GER  | 18,42     |
| 8     | Krystyna Danilczyk | POL  | 17,83     |

Finale: 7. August, 18:30 Uhr

### Diskuswurf
| Platz | Athletin              | Land | Weite (m) |
| 1     | Beatrice Faumuina     | NZL  | 66,82     |
| 2     | Elina Swerawa         | BLR  | 65,90     |
| 3     | Natalja Sadowa        | RUS  | 65,14     |
| 4     | Larissa Korotkewitsch | RUS  | 63,02     |
| 5     | Iryna Jattschanka     | BLR  | 62,58     |
| 6     | Teresa Machado        | POR  | 62,00     |
| 7     | Stella Tsikouna       | GRE  | 61,92     |
| 8     | Agnese Maffeis        | ITA  | 61,40     |

Finale: 7. August, 18:10 Uhr

### Speerwurf
| Platz | Athletin            | Land | Weite (m) |
| 1     | Trine Hattestad     | NOR  | 68,78     |
| 2     | Joanna Stone        | AUS  | 68,64     |
| 3     | Tanja Damaske       | GER  | 67,12     |
| 4     | Mikaela Ingberg     | FIN  | 66,00     |
| 5     | Felicia Țilea       | ROM  | 64,90     |
| 6     | Sonia Bisset        | CUB  | 63,80     |
| 7     | Osleidys Menéndez   | CUB  | 63,76     |
| 8     | Tatjana Schikolenko | RUS  | 63,76     |

Finale: 9. August, 19:10 Uhr

### Siebenkampf
| Platz | Athletin              | Land | Punkte |
| 1     | Sabine Braun          | GER  | 6739   |
| 2     | Denise Lewis          | GBR  | 6654   |
| 3     | Remigija Nazarovienė  | LTU  | 6566   |
| 4     | Urszula Włodarczyk    | POL  | 6542   |
| 5     | Natallja Sasanowitsch | BLR  | 6428   |
| 6     | Mona Steigauf         | GER  | 6406   |
| 7     | Le Shundra Nathan     | USA  | 6298   |
| 8     | Irina Wostrikowa      | RUS  | 6277   |

Datum: 3. und 4. August